# فيلهلم بيدرسن
فيلهلم بيدرسن (بالدنماركية: Vilhelm Pedersen)‏ هو رسام وفنان دنماركي، ولد في 28 يناير 1820، وتوفي في 13 مارس 1859 في كوبنهاغن في الدنمارك.